# Роалд Хофман
Роалд Хофман (на английски: Roald Hoffmann; роден Роалд Сафран, на английски: Roald Safran) е полско-американски теоретичен химик, лауреат на Нобелова награда за химия от 1981 г. Освен това той публикува поезия и пиеси. Професор е в университета „Корнел“.

## Ранен живот и образование
Хофман е роден на 18 юли 1937 г. в Золочев, Втора полска република (днес в границите на Украйна) в полско еврейско семейство. Кръстен е в чест на норвежкия изследовател Роалд Амундсен. Родителите му са Клара (учителка) и Хилел Сафран (строителен инженер). След като Германия нахлува в Полша през 1939 г. и окупира родния му град, семейство Сафран е изпратено в трудов лагер, където баща му е ценен затворник, тъй като познава голяма част от местната инфраструктура. Докато ситуацията се влошава и затворниците се прехвърлят към лагери на смъртта, семейството подкупва пазачите, за да избяга, след което се уговаря с украински съсед, за да се скрие в таванското помещение и килера на местната училищна къща. Там семейството остава в продължение на 18 месеца, от януари 1943 г. до юни 1944 г. Баща му обаче остава в трудовия лагер и понякога успява да ги посещава. Накрая германците откриват, че той участва в заговор за въоръжаване на затворниците, поради което го изтезават и го убиват. Докато семейството се крие, майката на Роалд Хофман го забавлява, като го учи да чете и го кара да запомня географски факти от книгите в таванското помещение.
По-голямата от семейството загива по време на Холокоста. Те заминават за САЩ с кораб през 1949 г.
Хофман завършва средното си образование в Ню Йорк през 1955 г., където печели научна стипендия. През 1958 г. получава бакалавърска степен от Колумбийския университет, а през 1960 г. завършва магистратурата си в Харвардския университет. Същата година Хофман се жени за Ева Бьоресон, от която има две деца. Пак в Харвард той завършва и докторантурата си, докато работи с бъдещия нобелов лауреат по химия Уилям Липскъм (1976) върху молекулярната орбитална теория на многостенните молекули. Екипът им разработва, под ръководството на Липскъм, разширения метод на Хюкел, който по-късно е допълнително разширен от Хофман. През 1965 г. Хофман започва работа в университета „Корнел“, където впоследствие става професор.

## Научна дейност
Изследванията и интересите на Хофман са в областта на електронната структура на стабилните и нестабилните молекули и преходните състояния на реакциите. Той изучава структурата и реактивността на органичните и неорганичните молекули и изследва проблеми от металоорганичната химия и химията на твърдото тяло. Хофман разработва полуемпирични и неемперични инструменти и методи за изчисление в химията.
Заедно с Робърт Бърнс Удуърд той разработва правилата на Удуърд-Хофман за изясняване на механизмите на реакциите и тяхната стереохимия. Те осъзнават, че химическите трансформации могат да бъдат приблизително предсказвани чрез фини симетрии и асиметрии в електронните орбитали на сложните молекули. Техните правила прогнозират различни изходи, например видовете продукти, които ще се образуват, когато две съединения се активират чрез нагряване, за разлика от тези, образувани чрез светлинна активация. За това постижение Хофман е награден с Нобелова награда за химия през 1981 г. споделяйки я с японския химик Кеничи Фукуи, който независимо работи по сходни задачи. В хода на нобеловата си лекция, Хофман въвежда изолобалния принцип за предсказване на свързващите свойства на металоорганичните съединения.
По-късната работа на Хофман засяга свързването в материята под изключително високо налягане.

## Други интереси
През 1988 г. Хофман става водещ на телевизионното предаване от 26 серии на PBS „Светът на химията“. Освен това той публикува книги, изследващи връзките между изкуството и науката. Пише и поезия. Заедно с Карл Джераси е автор на пиесата „Кислород“, описваща откриването на кислорода и изживяването да бъдеш учен.